# Strangways River
Der Strangways River ist ein Fluss im Norden des australischen Northern Territory.

## Geografie

### Flusslauf
Der Fluss entspringt etwa 25 Kilometer nordöstlich des Scarlett Hill, unmittelbar nördlich der Hodgson River Road, und fließt nach Norden zum Roper Highway. Kurz vor Erreichen der Straße wendet er seinen Lauf nach Nordosten, unterquert der Highway bei der Siedlung Mole Hill und biegt nach Osten ab. Er passiert die Siedlung Bringung, ebenfalls am Highway und führt seinen Weg nach Nordosten fort, wo er östlich der High Black Range in den Roper River mündet.

### Nebenflüsse mit Mündungshöhen
Er hat folgende Nebenflüsse:
- Maryfield Creek – 125 m
- Longbottom Creek – 104 m
- Cattle Creek – 76 m